# 아흐메트 3세

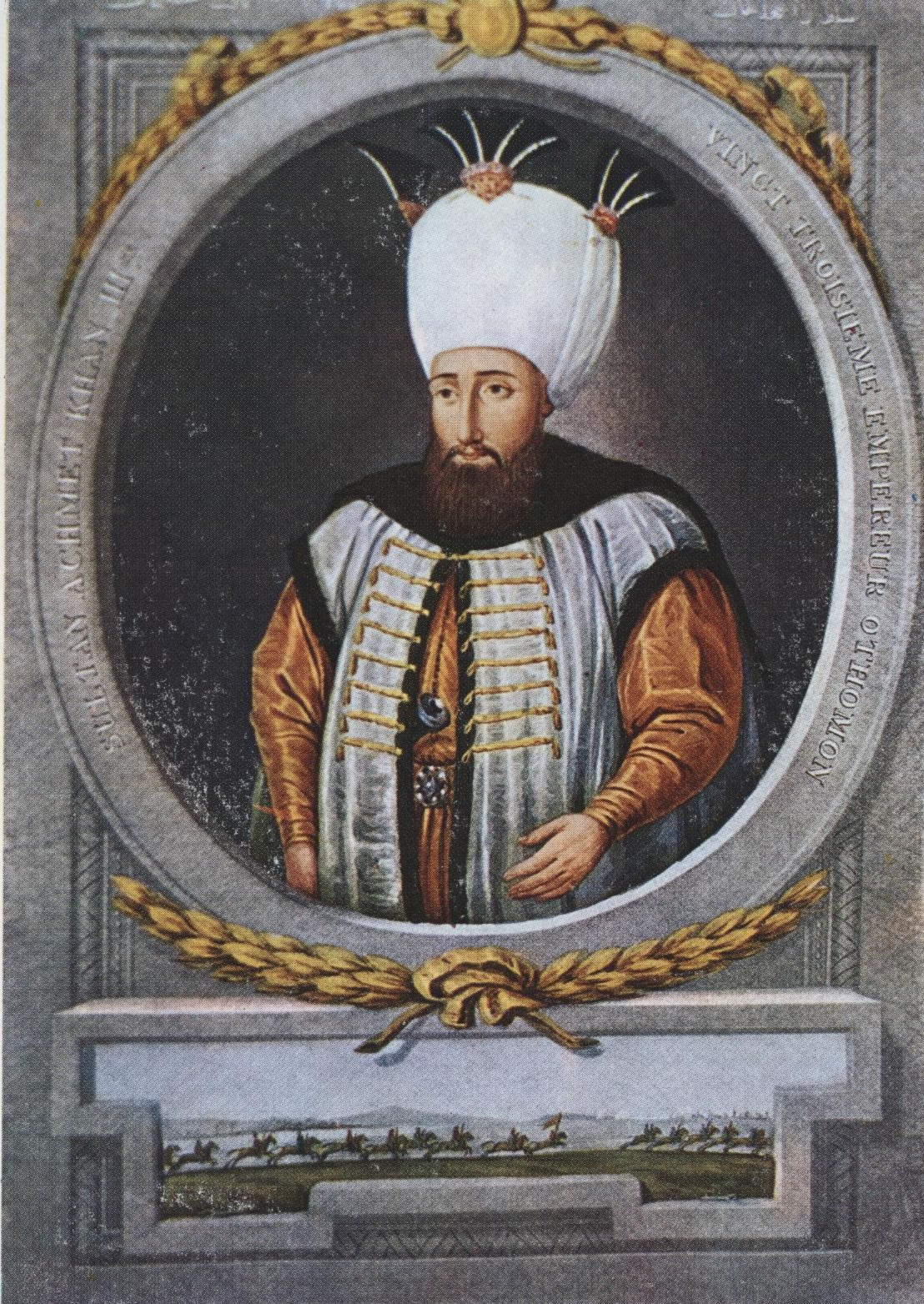
아흐메트 3세. 제23대 오스만 술탄.

아흐메트 3세(오스만 튀르크어: احمد ثالث, Aḥmed-i sālis, 1673년 12월 30/31일 ~ 1736년 7월 1일)는 오스만 제국의 술탄이자 술탄 메흐메트 4세(1648~87년)의 아들이다. 어머니는 발리데 술탄 Emetullah Rabia Gülnuş Sultan이며 원래 이름은 그리스계의 Evmania Voria였다. 아흐메트 3세는 도브루자 하지오글루파자리에서 태어났다. 그의 형제 무스타파 2세(1695~1703년)의 퇴위로 1703년 왕위를 계승하였다. Nevşehirli Damat Ibrahim Pasha와 하티스 술탄은 1718년부터 1730년까지 정부를 통치하였으며, 이 기간은 튤립 시대라 부른다.

## 같이 보기
- 이브라힘 뮈테페리카